# Huracán Mitch
El huracán Mitch fue el segundo ciclón tropical más mortífero registrado en la cuenca del Atlántico. Mitch causó 11.374 muertes en América Central en 1998, incluidas aproximadamente 7.000 en Honduras y 3.800 en Nicaragua debido a inundaciones catastróficas causadas por la cámara lenta de la tormenta. Fue el huracán más mortífero en la historia de América Central, superando al huracán Fifi-Orlene, que mató a unas pocas menos personas en la misma zona en 1974. Mitch fue el huracán más mortífero del Atlántico en la era de los satélites, y el segundo más mortífero registrado en el Atlántico, solo detrás del Gran huracán de 1780, que mató al menos a 22.000 personas. Dejó enormes daños materiales.
El decimotercer huracán con nombre, noveno huracán y tercer huracán importante de la temporada de huracanes en el Atlántico de 1998, Mitch se formó en el oeste del mar Caribe el 22 de octubre y, después de responder a condiciones extremadamente favorables, se fortaleció rápidamente hasta alcanzar la categoría 5, la calificación más alta posible en la escala Saffir-Simpson. Después de desplazarse hacia el suroeste y debilitarse, el huracán golpeó Honduras como un huracán mínimo de categoría 1. Mitch atravesó América Central, se regeneró en la Golfo de Campeche y finalmente impactó Florida como una fuerte tormenta tropical. Luego se volvió extratropical y aceleró hacia el noreste a través del Atlántico Norte, antes de disiparse el 9 de noviembre. En ese momento, Mitch fue el huracán atlántico más fuerte observado en el mes de octubre, aunque desde entonces ha sido superado por el huracán Wilma de la temporada de 2005. Además, Mitch es el noveno huracán atlántico más intenso registrado, empatado con el huracán Dean en 2007 en términos de presión.
Al ser "el huracán más mortal del Atlántico" en más de 200 años, Mitch causó impactos catastróficos a lo largo de su trayectoria, pero los impactos más desastrosos vinieron de Honduras , que sufrió más de la mitad del total de muertes. El presidente de Honduras, Carlos Flores Facussé, estimó que Mitch hizo retroceder unos 50 años de desarrollo económico. La tormenta destruyó unas 35.000 casas y dañó otras 50.000, dejando a 1,5 millones de personas sin hogar, alrededor del 20 por ciento de la población del país. Mitch causó directamente 2.005 millones de dólares en daños, con 1.800 millones de dólares adicionales en costes indirectos. La mayor parte del daño fueron cosechas arruinadas, y las exportaciones de cultivos comerciales se redujeron en un 9,4 por ciento en 1999, en gran parte debido a la tormenta. Más del 70 por ciento de la infraestructura de transporte resultó dañada, principalmente carreteras y puentes dañados. En áreas extensas se produjeron cortes de electricidad y aproximadamente el 70 por ciento del país perdió sus fuentes de agua después de la tormenta. 
En Tegucigalpa, capital de Honduras, un gran deslizamiento de tierra afectó a tres barrios y formó una presa temporal. En todo el país, hubo al menos 7.000 muertes, algunas reportadas en cada departamento. Después de la tormenta, las autoridades de Honduras solicitaron asistencia internacional, que totalizó 2.800 millones de dólares en un período de varios años. A pesar de esto, el producto interno bruto comenzó a disminuir a fines de 1998 y se contrajo un 1,9 por ciento en 1999. Las autoridades promulgaron un toque de queda generalizado después de la tormenta y durante 15 días restringieron temporalmente los derechos constitucionales para mantener el orden. Hubo brotes de varias enfermedades y muchos residentes enfrentaron escasez de alimentos y agua.
Debido a la lentitud de su movimiento entre el 29 de octubre y el 3 de noviembre, el huracán Mitch dejó una cantidad histórica de lluvias en Honduras, Guatemala y Nicaragua, con informes no oficiales de hasta 1900 mm. Las muertes debidas a inundaciones catastróficas lo convirtieron en el segundo huracán más mortal del Atlántico en la historia después del Gran huracán de 1780; se confirmó que al menos 11 374 personas murieron y más de 11 000 desaparecieron a fines de 1998; se desconoce el verdadero número de muertos. Además, aproximadamente 2,7 millones de personas quedaron sin hogar como resultado del huracán. Los daños totales causados por el huracán se estimaron en alrededor de 6 mil millones de dólares de 1998. El nombre "Mitch" fue retirado y no se utilizará para otro ciclón tropical del Atlántico.

## Historia meteorológica
| Huracanes más intensos del Océano Atlántico | Huracanes más intensos del Océano Atlántico | Huracanes más intensos del Océano Atlántico | Huracanes más intensos del Océano Atlántico | Huracanes más intensos del Océano Atlántico | Huracanes más intensos del Océano Atlántico |
| Rank                                        | Huracán                                     | Año                                         | Presión                                     | Presión                                     |                                             |
| Rank                                        | Huracán                                     | Año                                         | hPa                                         | inHg                                        |                                             |
| ------------------------------------------- | ------------------------------------------- | ------------------------------------------- | ------------------------------------------- | ------------------------------------------- | ------------------------------------------- |
| 1                                           | Wilma                                       | 2005                                        | 882                                         | 26.05                                       |                                             |
| 2                                           | Gilbert                                     | 1988                                        | 888                                         | 26.23                                       |                                             |
| 3                                           | "Día de Trabajo"                            | 1935                                        | 892                                         | 26.34                                       |                                             |
| 4                                           | Rita                                        | 2005                                        | 895                                         | 26.43                                       |                                             |
| 4                                           | Milton                                      | 2024                                        | 895                                         | 26.43                                       |                                             |
| 6                                           | Allen                                       | 1980                                        | 899                                         | 26.55                                       |                                             |
| 7                                           | Camille                                     | 1969                                        | 900                                         | 26.58                                       |                                             |
| 8                                           | Katrina                                     | 2005                                        | 902                                         | 26.64                                       |                                             |
| 9                                           | Mitch                                       | 1998                                        | 905                                         | 26.73                                       |                                             |
| 9                                           | Dean                                        | 2007                                        | 905                                         | 26.73                                       |                                             |
| Fuente: HURDAT                              |                                             |                                             |                                             |                                             |                                             |

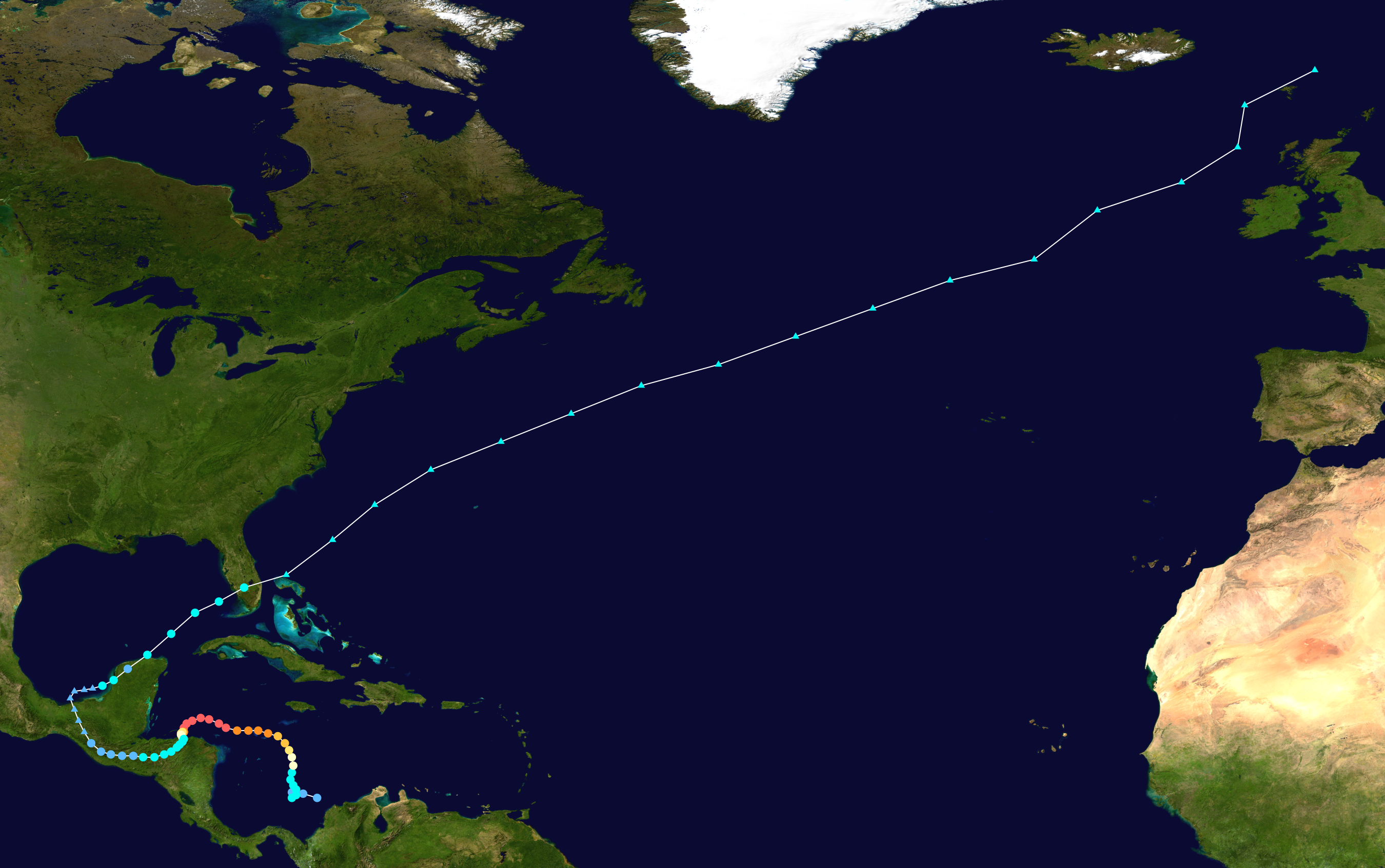
Trayectoria del huracán.

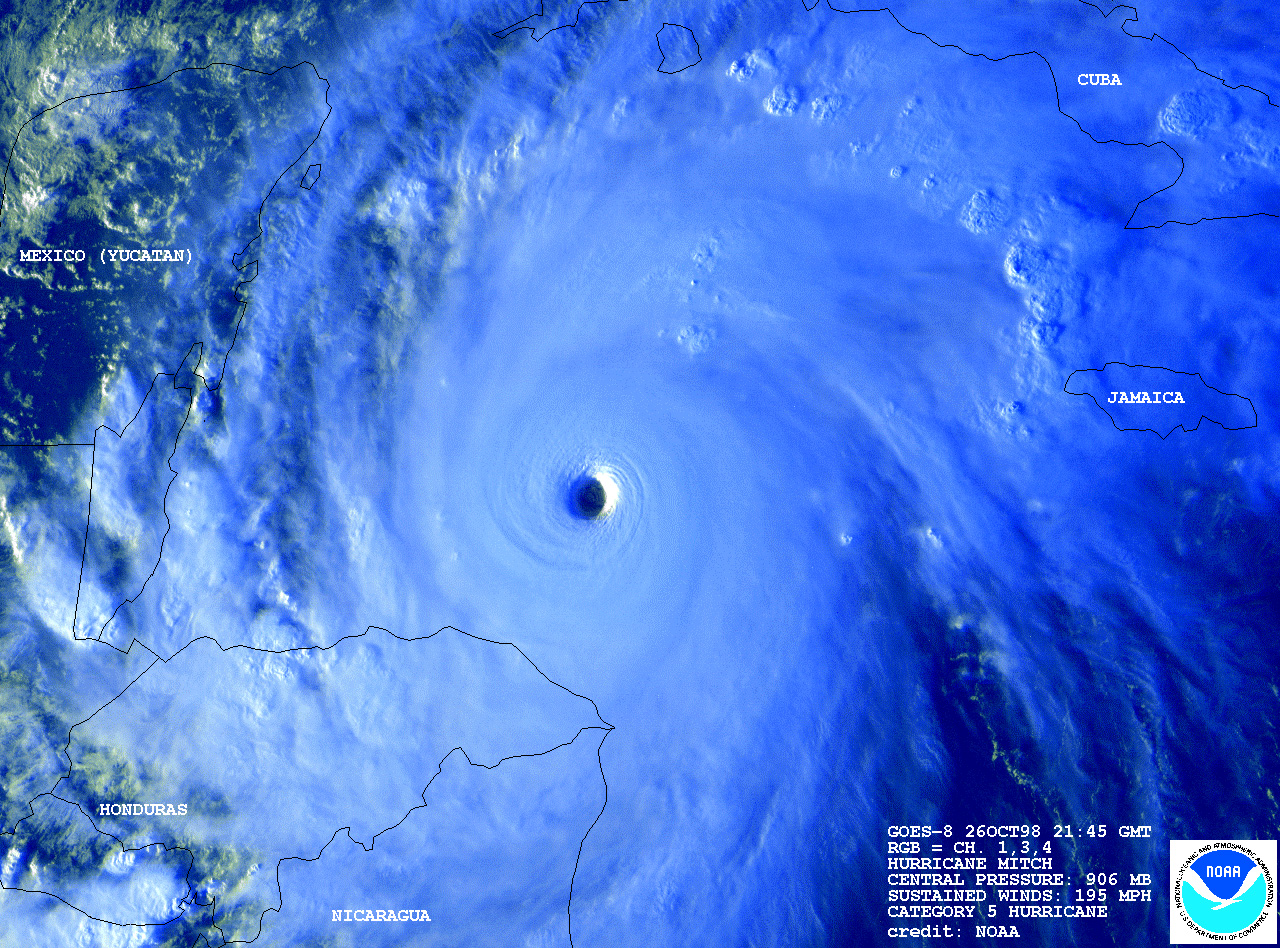
El huracán Mitch el 26 de octubre.

Comenzó como una onda tropical proveniente de África, entrando en el océano Atlántico el 10 de octubre. Posteriormente se movió a través del océano hasta entrar en el mar Caribe, comenzando a organizarse al norte de Colombia. Se convirtió en depresión tropical el 22 de octubre a 95 km al noroeste de Cartagena, Colombia y a 670 km al sur de Kingston, Jamaica. Como depresión se movió lentamente hacia el oeste, hasta que se convirtió en tormenta tropical, siéndole asignado el nombre de «Mitch».
Mitch siguió moviéndose lentamente y se convirtió en huracán el 24 de octubre a 475 km al sursudoeste de Kingston. Empezó a intensificarse rápidamente, y el 26 de ese mismo mes se convirtió en un huracán de categoría 5. Cabe mencionar que la presión de este huracán bajó hasta los 905, una de las presiones más bajas registradas en un huracán del Atlántico.  El ojo del huracán se movió de forma paralela a la costa de Nicaragua y Honduras. Mitch pasó sobre las Islas del Cisne el 27 de octubre, y se debilitó conforme se acercaba a Honduras. 
El huracán tocó tierra el día 29 a 70 millas náuticas de La Ceiba como un huracán aún de categoría 5. El 30 de octubre, en Nicaragua, las lluvias  provocaron el deslave de lodo del volcán Casita, en el municipio de Posoltega, departamento de Chinandega, muriendo alrededor de 2000 personas. Ahora, al haber tocado tierra, el huracán empezó a debilitarse del tal manera que se convirtió en depresión tropical sobre Guatemala el día 31 de octubre.
La depresión se debilitó, pero todavía quedaban algunos restos circulando. El 2 de noviembre, este sistema se volvió a organizar en bahía de Campeche y Mitch volvió a convertirse en tormenta tropical  a 240 km al suroeste de Mérida, Yucatán en México. La tormenta tropical Mitch pasó primero sobre Yucatán, y luego a través del sureste del golfo de México. Mitch tocó tierra por última vez cerca de Naples, Florida el 5 de noviembre. Mitch se convirtió en ciclón extratropical, y se aceleró en el Atlántico norte. Pasó por el norte de Gran Bretaña el 9 de noviembre.
Mientras Mitch estuvo estancado en el oeste del mar Caribe, su trayectoria era muy incierta y el Centro Nacional de Huracanes instando a los ciudadanos del área a monitorear constantemente al huracán. Solo dos días antes que tocara tierra, todavía se analizaba la posibilidad de que el huracán se desviara de Honduras y golpeara Guatemala o Belice. Debido a la incertidumbre los gobiernos lanzaron avisos oficiales de Huracán desde la frontera entre Honduras y Nicaragua hasta Belice dos o tres días antes que Mitch tocara tierra.
Preparándose para la amenaza, el gobierno de Honduras evacuó cerca de 45 000 personas de las Islas de la Bahía y preparó los cayos e islas refugiarse en tierra firme. A raíz de que el huracán amenazó con golpear la Ciudad de Belice como un huracán de categoría 4, gran parte de la ciudad fue evacuada temiendo que se repitiera lo sucedido con el Huracán Hattie 37 años antes. Guatemala también lanzó una alerta roja, recomendando a los barcos mantenerse en los puertos, aconsejando a la población a prepararse y buscar refugios y avisando sobre el desbordamiento potencial de algunos ríos. Para el momento en que Mitch tocó tierra, muchas personas habían sido evacuadas a lo largo de la costa del Caribe, incluyendo 100 000 en Honduras, 10 000 en Guatemala y 20 000 en el estado mexicano de Quintana Roo.

## Impacto

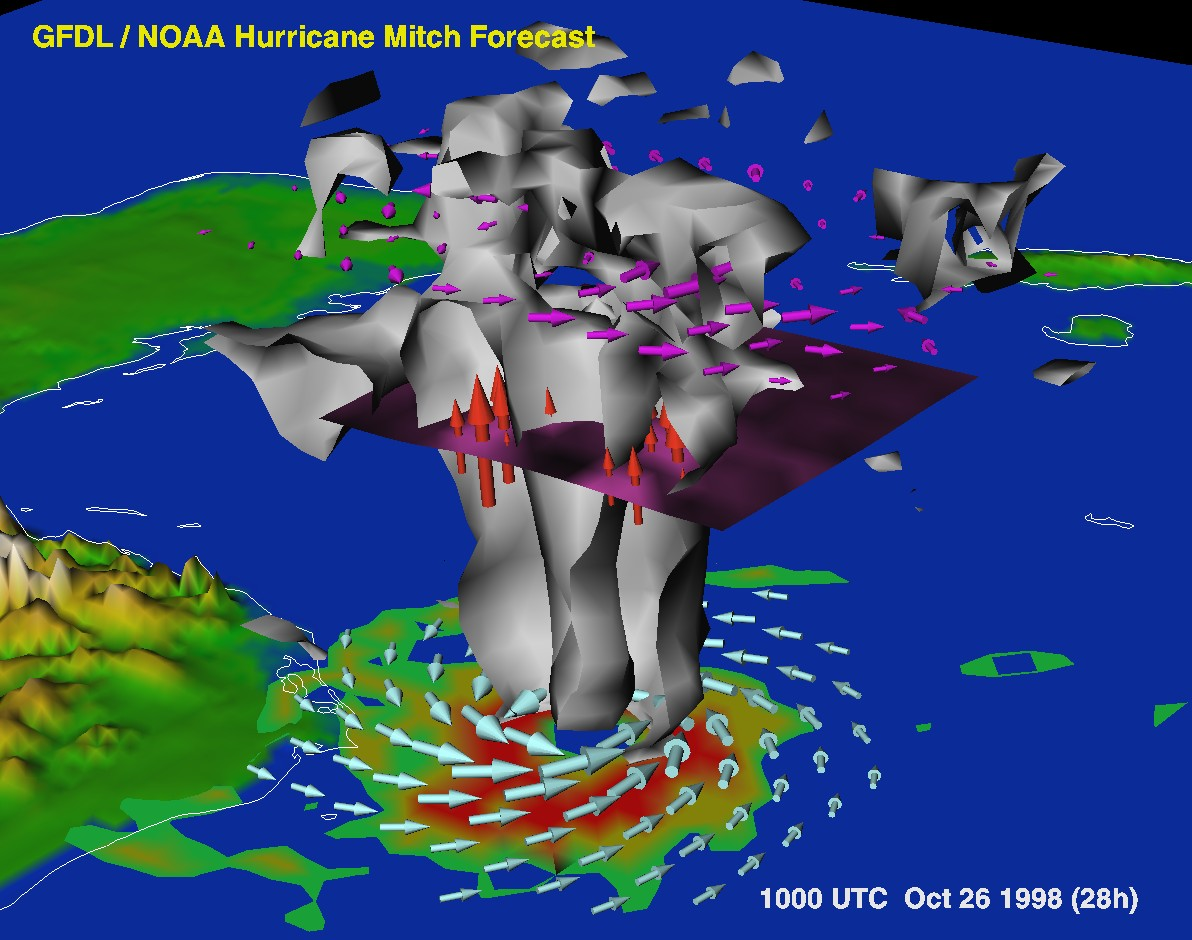
Visualización esquemática del huracán Mitch.

El huracán Mitch fue el huracán más mortífero desde el Gran Huracán de 1780. Se informó que hubo veinte mil personas muertas y otras más desaparecidas. La mayoría de las muertes fueron a causa de las inundaciones y deslaves. Mitch fue el segundo huracán mortífero que pasó por Honduras desde que se iniciaron los nombramientos oficiales en 1950; el otro huracán era Fifi que mató alrededor de ocho mil personas en 1974.
Decenas de millares de casas fueron dañadas o destruidas, otra vez, a causa de los deslaves e inundaciones. No hay datos precisos sobre las pérdidas materiales, pero se calculan un poco más de cinco mil millones de dólares en daños. La mayoría de estos daños ocurrieron en Honduras y Nicaragua, pero es preciso mencionar que también Guatemala y El Salvador sufrieron daños considerables. 
El alud de lodo del volcán Casita del 30 de octubre cobró las vidas de más de 3000 personas que vivían junto a sus faldas en Posoltega, departamento de Chinandega, Nicaragua. En este último país, el huracán destruyó decenas de puentes en muchos departamentos. 
Mitch también fue responsable por la pérdida del barco "Fantome Windjammer" y el naufragio de su tripulación de 31 pasajeros el 27 de octubre.

### Honduras

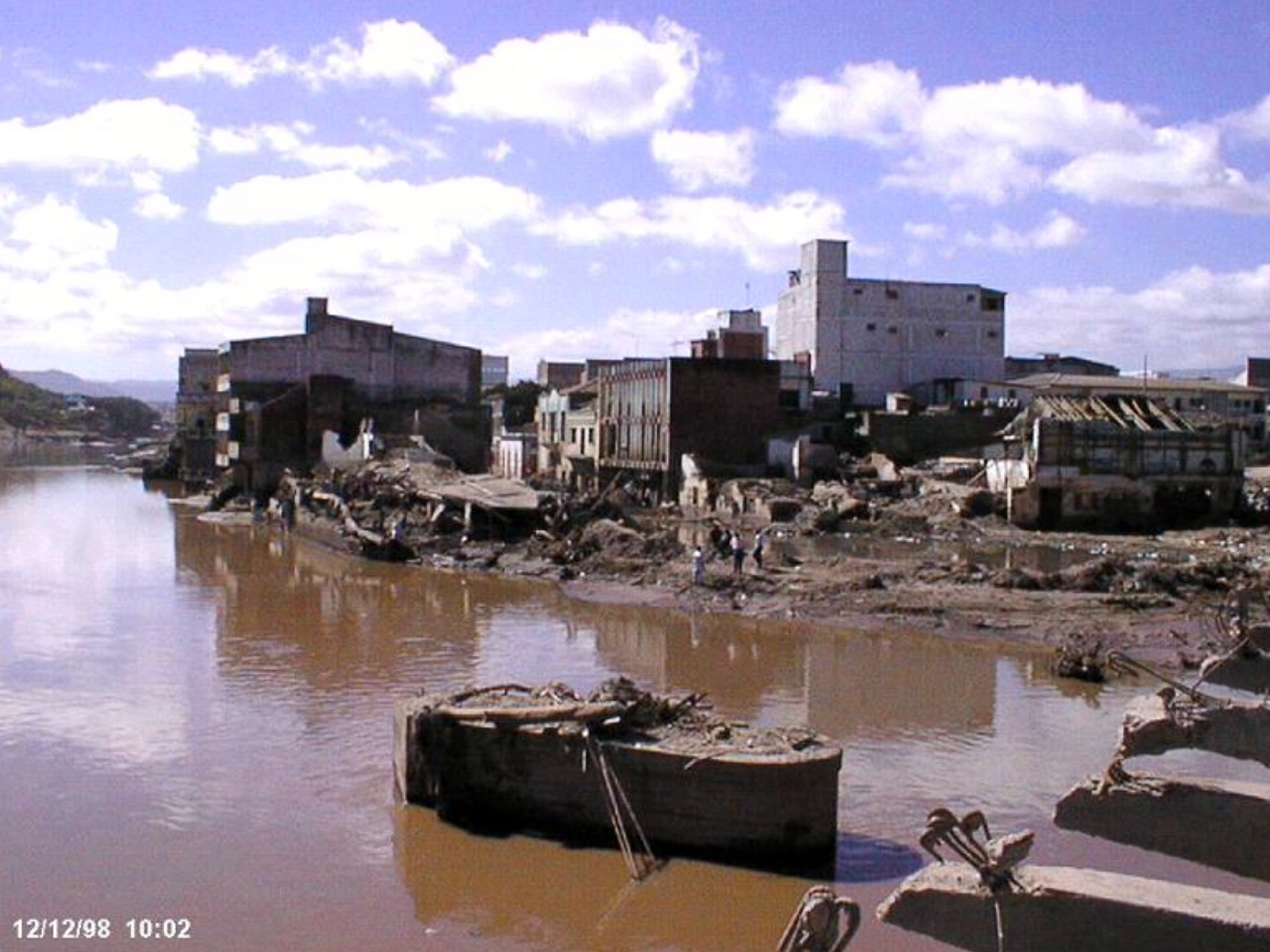
Daños causados por Mitch en Tegucigalpa.

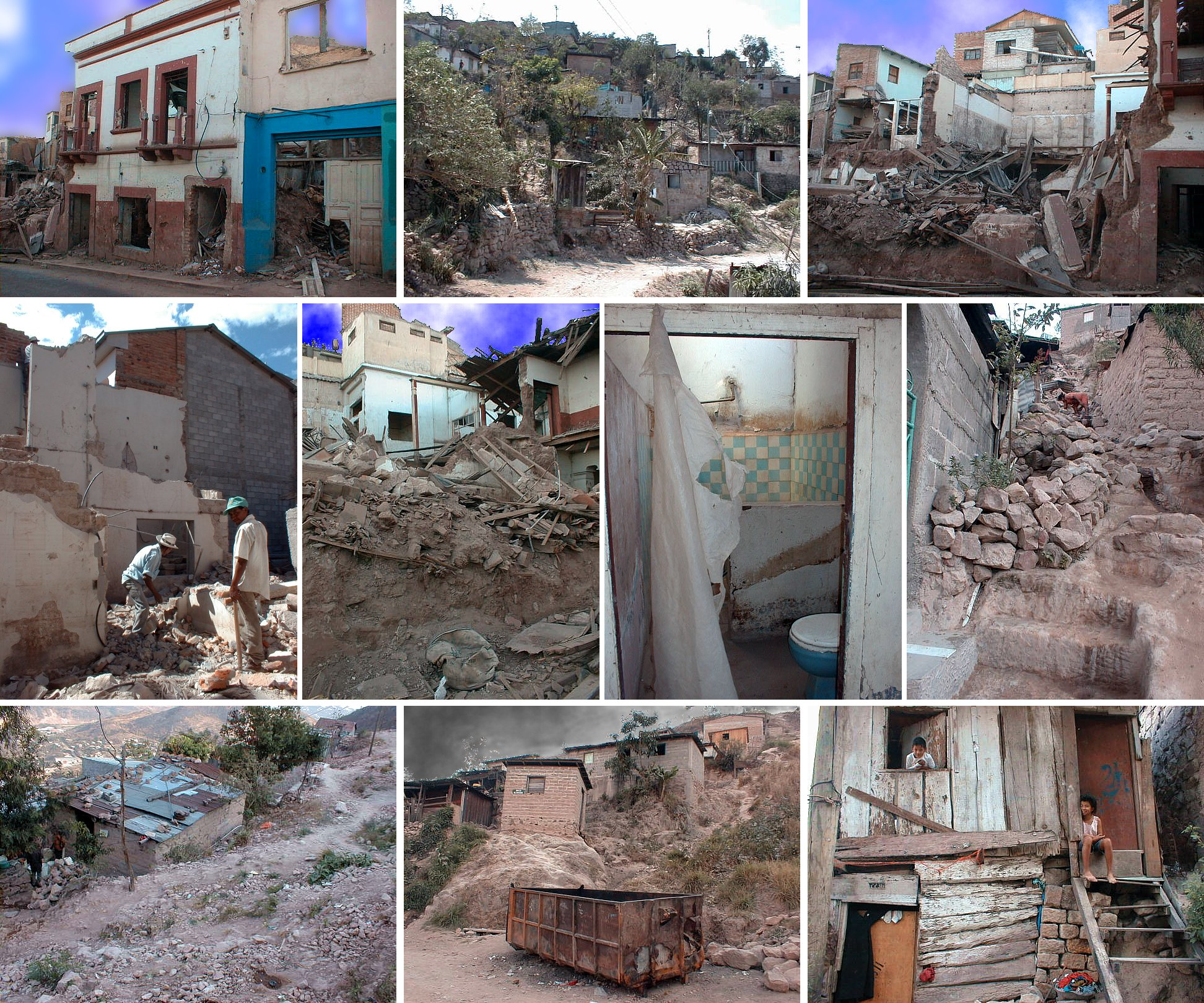
Imágenes de varios edificios dañados por el huracán en Tegucigalpa.

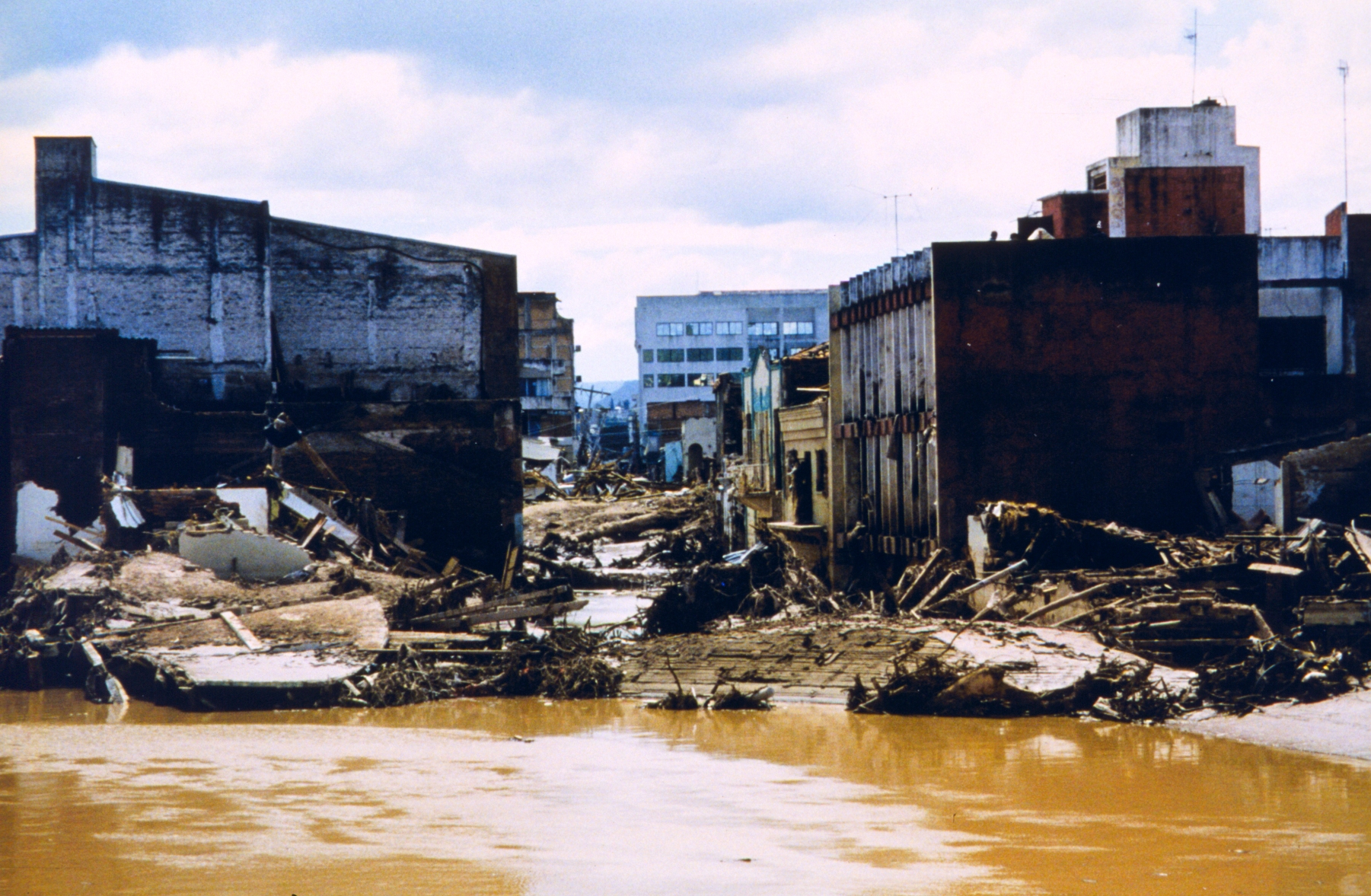
Daños por inundaciones en el río Choluteca causados por el huracán Mitch.

Antes de golpear Honduras, el huracán Mitch provocó olas de hasta 6,7 m de altura. Poco antes de tocar tierra, la tormenta disminuyó su intensidad, pero siguió causando gran cantidad de lluvias y un oleaje de 5,7 m de altura y vientos de 300 km/h en la costa de Honduras y Tegucigalpa, pero disminuyeron en Tegucigalpa días después a 250 km/h. Mientras la tormenta se desplazaba sobre el país descargó una cantidad de hasta 910 mm de lluvia en Choluteca, donde más de 460 mm cayeron en un solo día. La tormenta en Choluteca fue el equivalente a la lluvia promedio de 212 días. El río Choluteca alcanzó en este punto hasta seis veces su ancho normal. La inundación generalizada fue causada parcialmente por la práctica de la quema en la agricultura hondureña, ya que los bosques y el suelo no pudieron absorber la humedad. Además de esto, se estima un aproximado de 1900 mm de lluvia en las regiones montañosas. La lluvia acumulada en los ríos causó inundaciones extensivas a lo largo del país. La mayor profundidad registrada fue de 12,5 m en el Río Ulúa, cerca de Chinda, mientras que el ancho máximo fue de 359 m en el Río Leán cerca de Arizona. La lluvia también causó deslizamientos de tierra en toda la región montañosa del país.
Mitch causó un daño tan grande y generalizado que el presidente de Honduras, Carlos Flores, dijo que habían sido destruidos cincuenta años de progreso en el país. Un estimado del 70 a 80 % de la infraestructura de transporte del país fue destruida completamente, incluyendo muchos puentes y vías alternas; el daño fue tan grande que los mapas existentes fueron calificados como obsoletos. Un aproximado de 25 pueblos pequeños fueron reportados como completamente destruidos por las inundaciones producidas por la tormenta. En todo el país, la tormenta destruyó 33 000 casas y dañó otras 50 000. Sumado a esto, derribó muchos árboles dejando las laderas de las montañas vulnerables a más deslizamientos.
Las lluvias provocadas por el huracán resultaron en graves pérdidas en la agricultura, afectando más del 29 % de la superficie cultivable de Honduras (alrededor de 800 km²). Se estima que las inundaciones destruyeron por lo menos el 70 % de los cultivos del país. Los cultivos de alimentos fueron severamente impactados, incluyendo la destrucción del 58 % de la cosecha de maíz, 24 % de la de sorgo, 14 % de la de arroz y 6 % de la de frijoles. Algunos de los cultivos de exportación más importantes tuvieron pérdidas similares, incluyendo el 85 % del plátano, 60 % de la caña de azúcar, 29 % del cultivo de melón, 28 % de la palma africana y 18 % de café. También se dieron grandes pérdidas de animales, incluyendo la muerte de 50 000 reses y la pérdida del 60 % de la población de aves de corral. La producción de camarón, que se había convertido en un importante producto de exportación, enfrentó la destrucción casi absoluta.
Las inundaciones y deslizamientos de tierra mataron cerca de 6500 personas y dejaron varios miles de desaparecidos. Muchas de las víctimas no identificadas fueron sepultadas en fosas comunes, lo que resultó en una gran incertidumbre acerca del balance final de muertos. Cerca del 20 % de la población del país, posiblemente hasta 1,5 millones de personas, quedaron sin hogar. Las grandes pérdidas de los cultivos dejaron a muchos pueblos al borde de la inanición, mientras que el escaso saneamiento produjo brotes de malaria, dengue y cólera.
El huracán se mantuvo tres días estancado cerca de la isla de Guanaja. Los fuertes vientos destruyeron un tercio de las casas de la isla y dejaron a la mayor parte de la población sin electricidad por meses. Las dos plantas empacadoras de pescado de la isla fueron dañadas y los dos principales resorts fueron cerrados. Guanaja es una pequeña isla (14 km de largo) que tradicionalmente ha tenido un estilo de vida independiente. La isla recibió muy poca ayuda del gobierno, sin embargo, la ayuda internacional llegó en tal cantidad que los habitantes de tierra firme llegaban a la isla en búsqueda de suministros.

### Nicaragua

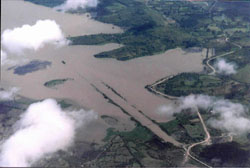
Inundación en el Lago Xolotlán después del huracán.

A pesar de que Mitch nunca entró a Nicaragua,  su impacto en el país fue devastador debido a que desencadenó el fenómeno conocido como Nate Effect. Este fenómeno se produce cuando un huracán, al desplazarse sobre aguas cálidas, genera un frente de humedad que se desprende del sistema principal y se dirige hacia tierra firme.
En el caso del Mitch, este frente de humedad se dirigió hacia Nicaragua, provocando lluvias torrenciales que duraron varios días. Las precipitaciones acumuladas superaron los 1270 mm en algunas regiones, superando incluso el promedio anual de lluvia. En algunos lugares costeros se registraron hasta 640 mm de lluvias. El flanco del volcán Casita se derrumbó debido a las excesivas lluvias. El deslizamiento resultante cubrió un área de 16 km de largo y 8 de ancho.
Dos millones de personas en Nicaragua fueron afectadas directamente por el huracán. A lo largo del país, las lluvias dañaron 17 600 casas y destruyeron 23 900, desplazando 368 300 personas. 340 escuelas y 90 centros de salud fueron dañados severamente o destruidos. Los sistemas de alcantarillado y electricidad fueron dañados gravemente también.

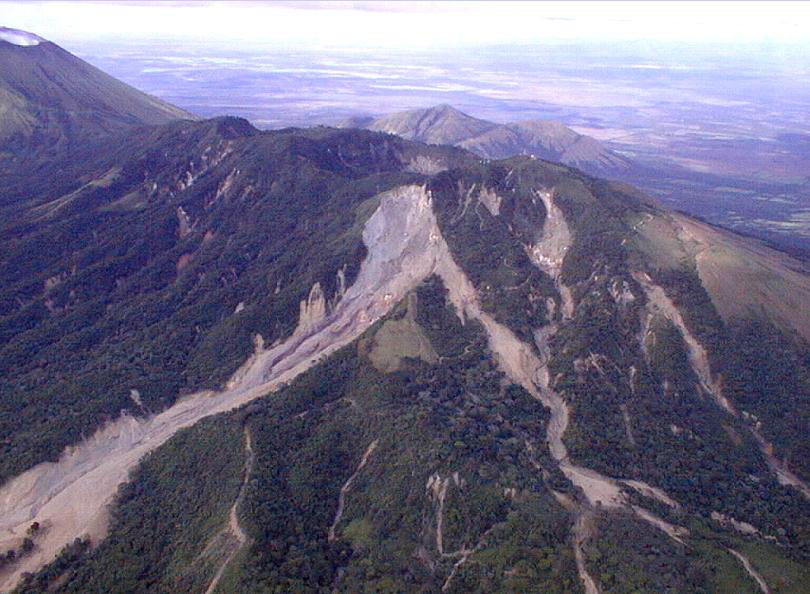
Volcán Casita después del deslizamiento.

La infraestructura de transporte también fue afectada por el huracán. Las lluvias dejaron al 70 % de las carreteras inutilizables y dañaron gravemente o destruyeron 71 puentes. Cerca de 2700 km de carreteras o caminos necesitaron reparaciones luego de la tormenta, especialmente en la región norte del país y en porciones de la Carretera Panamericana. Las pérdidas en la agricultura también fueron significativas, incluyendo la muerte de 50 000 animales, la mayoría reses. Los cultivos y la pesca fueron afectados también.
La situación fue, además, agravada por un total de 75 000 minas antipersonas (dejadas por la Contra en los ochenta) que fueron removidas por las inundaciones.
En total, el Efecto Nate desencadenado por el Huracán Mitch provocó miles de muertes y cientos de miles de damnificados en Nicaragua. Los daños a la infraestructura, la agricultura y la economía del país fueron cuantiosos. El huracán Mitch causó por lo menos 3800 muertes en Nicaragua, de las cuales más de 2000 fueron en los pueblos de El Porvenir y Rolando Rodríguez debido al deslizamiento del volcán Casita. La avalancha enterró por lo menos a cuatro pueblos en varios metros de lodo. A lo largo del país, el huracán dejó entre 500 000 y 800 000 personas sin hogar.

### Mar Caribe
Mitch también fue responsable de la pérdida del velero Fantome, propiedad de Windjammer Barefoot Cruises; los 31 miembros de la tripulación murieron. La historia fue documentada en el libro El barco y La tormenta de Jim Carrier. El barco, que estaba navegando en el centro de la tormenta, experimentó olas de hasta 15 m y vientos de 160 km/h.

#### Cuba
En la costa sur de Cuba, el huracán provocó olas de hasta 4 m de altura y ráfagas de viento de hasta 67 km/h, causando que numerosos turistas de la Isla de la Juventud y del Cayo Largo del Sur tuvieran que buscar terrenos más seguros.

#### Jamaica
En Jamaica, donde se declaró alerta de huracán 12 horas antes de su mayor aproximación, Mitch causó lluvias moderadas y vientos huracanados durante días. Grandes olas golpearon el oeste de Jamaica, con alturas estimadas en 4 m. Una casa en Spanish Town cedió debido a las inundaciones dejando a cuatro personas sin hogar. Muchas otras casas y edificios se inundaron obligando a muchas personas a evacuar. Un río en el noreste del país se desbordó, mientras fuertes lluvias en las regiones montañosas del país causaron numerosos deslizamientos. En total, Mitch mató tres personas en Jamaica.

#### Islas Caimán
En las Islas Caimán, el huracán provocó fuertes olas, vientos huracanados y fuertes lluvias. El daño fue relativamente mínimo, únicamente rompiendo ventanas y erosionando las playas. Las olas dañaron o destruyeron muchos muelles en las islas del sur, y también hundieron un barco de buceo cerca de Gran Caimán. Además, muchos vuelos fueron cancelados.

#### Panamá
Debido a la larga circulación del huracán, provocó precipitaciones tan al sur como en Panamá, especialmente en las provincias del Darién y Chiriquí. Las inundaciones dañaron algunas carreteras y puentes y numerosas casas y escuelas, dejando a miles sin hogar. Mitch cobró tres víctimas en Panamá.

#### Costa Rica
En Costa Rica Mitch causó fuertes lluvias, provocando inundaciones y deslizamientos en el país, especialmente en la zona noreste. La tormenta impactó 2135 casas, de las cuales 242 fueron destruidas, dejando 4000 personas sin hogar. A lo largo del país la tormenta y los deslizamientos afectaron 126 puentes y 1300 km de carreteras, mayormente en la Carretera Panamericana, que fue también afectada por el Huracán Cesar-Douglas, dos años antes. Mitch afectó 300 km² de tierras de cultivo, causando daño tanto en cultivos domésticos como de exportación. En total Mitch causó siete muertes en Costa Rica.

#### El Salvador
Mientras circulaba a través de El Salvador, Mitch causó una gran cantidad de lluvia y vientos de 200 a 180 km/h, lo que resultó en inundaciones repentinas y deslizamientos de tierra en todo el país. Varios ríos, incluyendo el Río Grande de San Miguel y el río Lempa se desbordaron, contribuyendo al daño. Las inundaciones dañaron más de 10 000 casas, dejando alrededor de 59 000 personas sin hogar y obligando a 500 000 a evacuar. El daño en los cultivos fue severo, con inundaciones en cerca de 1000 km² de pastizales o tierras cultivadas. Las inundaciones destruyeron el 37 % de la producción de frijoles, 19 % de la de maíz y 20 % de la de caña de azúcar. También hubo grandes pérdidas en la ganadería, incluyendo la muerte de aproximadamente 10 000 animales. Además la inundación destruyó dos puentes y dañó 2000 km de vías sin pavimentar. Mitch causó 240 muertes.

#### Guatemala
Al igual que en el resto de Centroamérica, Mitch dejó fuertes lluvias que causaron deslizamientos de tierra y graves inundaciones en Guatemala. Las inundaciones destruyeron 6000 casas y dañaron otras 20 000, obligando a más de 100 000 personas a evacuar sus hogares. Además, destruyeron 27 escuelas y dañaron otras 286, 175 de gravedad. Las inundaciones causaron severos daños a los cultivos mientras que los deslizamientos destruyeron tierra cultivable a lo largo de todo el país. Los cultivos domésticos más severamente dañados fueron los de tomate, plátano, maíz, frijoles y café. Las inundaciones también dañaron la infraestructura de transporte, incluyendo la pérdida de 37 puentes. En todo el país, se destruyeron o dañaron 1350 km de carreteras, de las que 640 km fueron secciones de autopistas importantes. En total, Mitch causó 268 muertes en Guatemala. Además, causó 11 muertes indirectas cuando un avión se estrelló durante la tormenta.

#### Belice
En Belice, el huracán fue menos severo de lo que se había predicho inicialmente, sin embargo, Mitch provocó fuertes lluvias sobre el país. Varios ríos excedieron su nivel, lo que, a pesar de todo, fue beneficioso para los árboles en las áreas montañosas. Las inundaciones causaron daños extensivos en los cultivos y destruyeron muchas carreteras. A lo largo del país, once personas murieron por los efectos del huracán.

### México

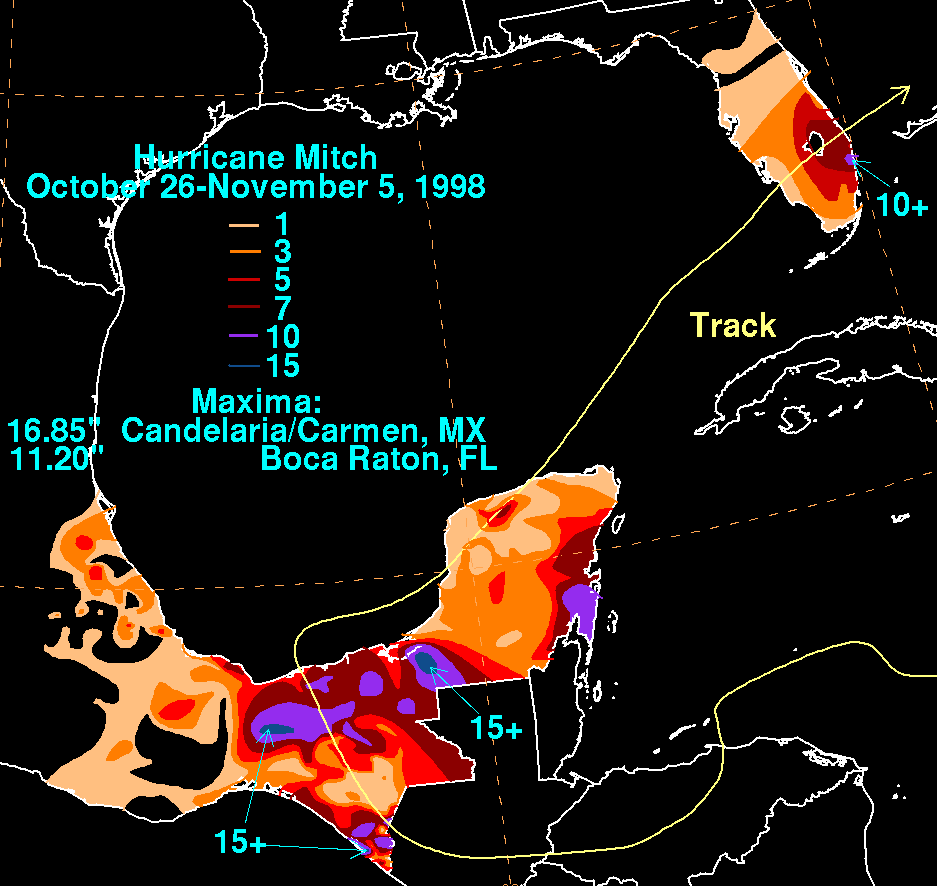
Lluvia que cayó en México y Florida.

En México, Mitch produjo vientos huracanados y fuertes lluvias en la península de Yucatán, siendo Cancún, en la costa de Quintana Roo, el lugar más afectado. Nueve personas murieron debido a las inundaciones, aunque el daño fue relativamente menor.

### Florida
Mitch causó una marejada de cerca de dos metros en los cayos de Florida antes de tocar tierra en la costa oeste del estado. El Aeropuerto Internacional de Cayo Hueso reportó ráfagas de viento de hasta 89 km/h y vientos sostenidos de 64 km/h. Además, Mitch causó lluvias moderadas, estimando un total de 25 cm. La tormenta también causó cinco tornados en el estado, siendo el más fuerte un F2.
En los Cayos de Florida, muchos edificios que habían sido dañados por el Huracán George fueron arrasados por Mitch. Los tornados dañaron o destruyeron 645 casas, hiriendo a 65 personas. Los vientos dejaron a 100 000 personas sin electricidad durante el paso de la tormenta.

## Consecuencias

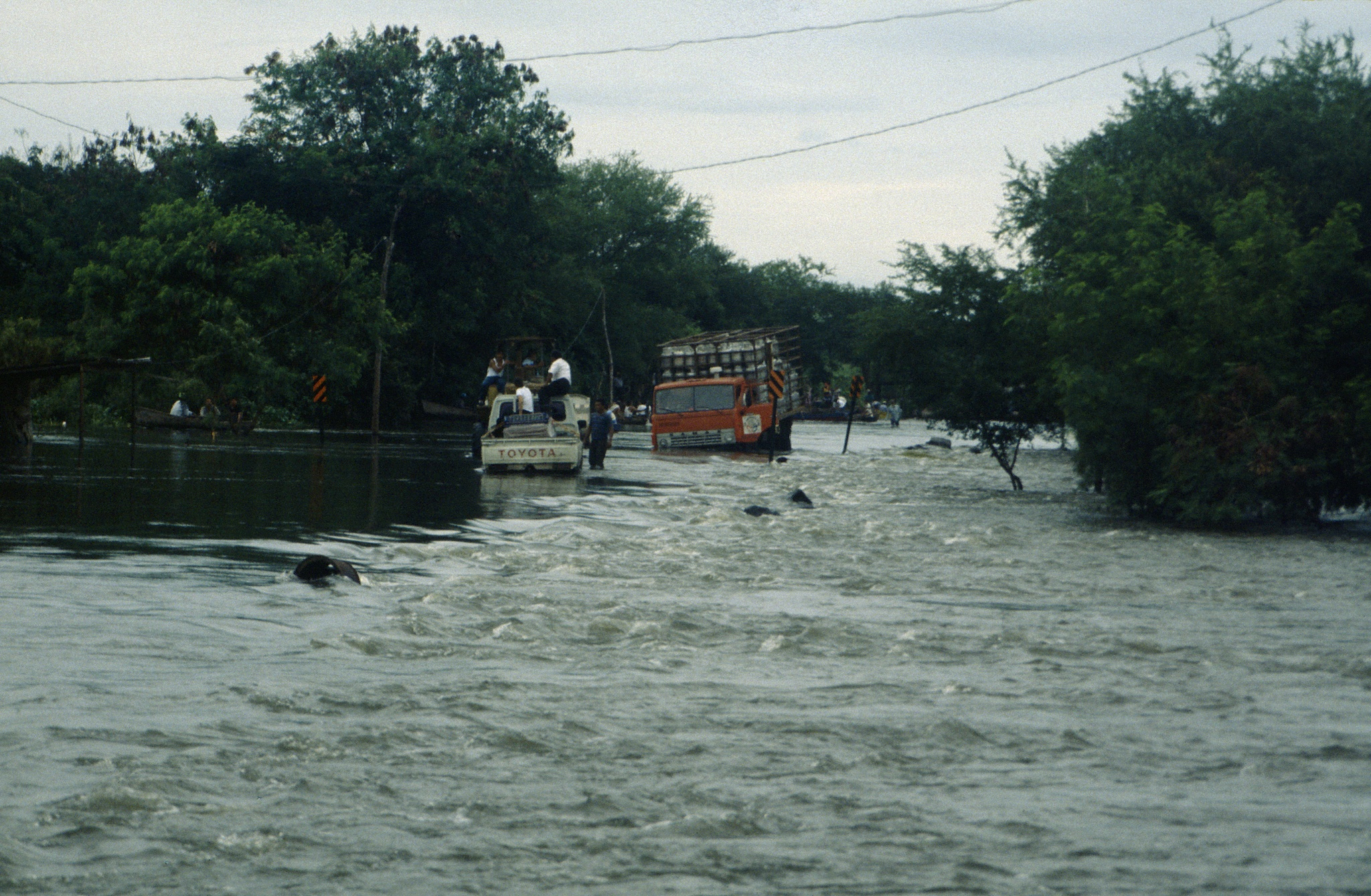
Vehículos pasan la Panamericana inundada en Tipitapa Nicaragua aproximadamente 1 semana después del Huracán Mitch.

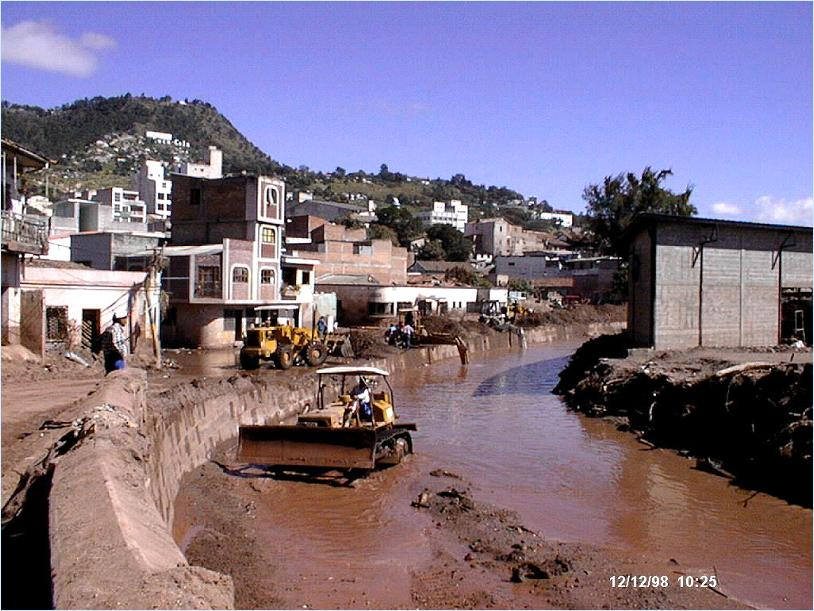
Actividades de limpieza en Tegucigalpa.

Debido a la destrucción causada por el huracán en Norte y Centroamérica el nombre Mitch fue retirado en la primavera de 1999 y fue remplazado por Matthew en la Temporada de 2004. Este nombre nunca más será usado para nombrar un huracán del Atlántico.
Después del desastre causado por el Huracán Mitch, muchos países hicieron significativas donaciones, totalizando 6.3 mil millones (1998 USD, $7.4 mil millones 2006 USD). A lo largo de Centroamérica, que se estaba recuperando de una crisis económica que se produjo en 1996, muchos deseaban que continuara el crecimiento de la infraestructura y la economía. Además, después de haber sido testigos de la vulnerabilidad a los huracanes, los gobiernos afectados se han esforzado para evitar que tal desastre se produzca de nuevo.
Cientos de miles de personas perdieron sus hogares, pero muchos tomaron esto como una oportunidad para construir casas más fuertes. Con una fundación nueva y mejorada estructuralmente, las casas se han rediseñado para ser capaces de soportar otro huracán. Sin embargo, la falta de tierras de cultivos se llevaron los puestos de trabajo de muchos, disminuyendo aún más los ya bajos ingresos.
Tras el paso del Mitch, se produjeron brotes de enfermedades en toda Centroamérica, incluyendo cólera, leptospirosis y dengue. Se informó de más de 2328 casos de cólera, matando a 34 personas. Guatemala fue más afectado por la bacteria, donde la mayoría de las muertes se produjeron a partir de alimentos contaminados. Se reportaron 450 casos de leptospirosis en Nicaragua, matando a siete personas. También hubo más de 1357 casos de dengue reportados, aunque no se informó de muertes por esta enfermedad.
Durante su estancamiento en el oeste del mar Caribe, los fuertes vientos produjeron grandes olas, dañando los arrecifes de coral locales. Después, las grandes precipitaciones crearon corrientes que arrastraron contaminantes mezclados con el agua dulce. Esto provocó muertes y daños en el coral. Sin embargo, el huracán bajó la temperatura del agua, previniendo la destrucción y blanqueo de los arrecifes.
Honduras, el país más afectado por el huracán, recibió mucha ayuda para los millones de afectados. México rápidamente envió ayuda, consistente en 700 toneladas de alimentos, 11 toneladas de medicamentos, 4 aviones de rescate, personal y perros entrenados para búsqueda. Cuba también envió un contingente de médicos al país. Estados Unidos ofreció inicialmente la ayuda de las tropas estacionadas en Honduras, que se retiraron pocos días después de la tormenta. También se ofrecieron inicialmente sólo $2 millones (1998 USD, $2.3 millones 2006 USD) en ayuda, lo que fue un shock para los residentes y para el presidente Carlos Roberto Flores. Posteriormente Estados Unidos incrementó su oferta a $70 millones (1998 USD, $82 millones 2006 USD). El gobierno de Honduras distribuyó comida, agua y servicios médicos a las víctimas del huracán, incluyendo los más de cuatro millones de personas que se quedaron sin agua. El presidente Flores confió la administración de la ayuda a la iglesia, tanto Católica como Protestante. Los esfuerzos de recuperación se llevaron a cabo prácticamente sin incidentes; únicamente se descubrió un camión que había sido desviado para uso personal y la persona responsable fue acusada. Además, inicialmente el país experimentó un agudo incremento del desempleo, debido a la destrucción de las tierras de cultivo. Sin embargo, las actividades de reconstrucción generaron empleos en los siguientes años.

## Retirada del nombre
Como consecuencia de los importantes daños económicos, materiales y personales dejados a lo largo de la costa del golfo, el nombre de "Mitch" fue oficialmente retirado de la lista por la Organización Meteorológica Mundial, de manera que nunca volverá a ser usado para designar un huracán del Atlántico norte. "Matthew" fue el nombre que lo sustituyó a partir de la temporada de huracanes del año siguiente.